# Sebas Saiz
Juan Sebastián "Sebas" Saiz Soto (Madrid, 15 de julio de 1994) es un jugador de baloncesto español de origen dominicano que pertenece a la plantilla del equipo japonés del Alvark Tokyo. Mide 2,05 metros de estatura y juega en la posición de ala-pívot.

## Trayectoria

### Inicios
Empezó a jugar al baloncesto en la cantera del Real Madrid, y después de dos años jugando en el equipo blanco decidió enrolarse en las categorías inferiores del Club Baloncesto Talavera, ya que en ese momento vivía en Arenas de San Pedro (Ávila) y le suponía menos kilómetros de trayecto que a Madrid. Con 14 años superó las pruebas del Estudiantes para jugar en la temporada 2009-2010 en el equipo Cadete A del Estudiantes. En la siguiente temporada jugó en la categoría júnior y la temporada 2011-12 jugó partidos de liga EBA y también jugó con el Júnior A del equipo colegial.

### Instituto y Universidad
En la temporada 2012-13 se marcha a Estados Unidos para jugar en el Instituto Sunrise Christian Academy. 
En la temporada 2013-14 se incorpora a la Universidad de Misisipi, promediando en su primera temporada 5,1 puntos y 5,6 rebotes por partido, con una gran evolución y mejora en su juego, cada año fue subiendo sus promedios en puntos y rebotes, hasta que su última temporada, la 2016-17, promedia 15 puntos y 11 rebotes por partido. Terminó su carrera en los Ole Miss Rebels siendo el segundo jugador, después de Murphy Holloway, que sobrepasa los 1000 puntos y los 900 rebotes. Durante su carrera universitaria hizo 32 dobles-dobles, 23 de ellos durante la temporada 2016-17, siendo el Rebels que más dobles-dobles ha hecho durante una temporada. En su última temporada fue incluido en el mejor quinteto de la Southeastern Conference tanto por los entrenadores como por Associated Press.

### Profesional

#### España
En julio de 2017 firma contrato con el Real Madrid. Previamente había rescindido su contrato con el Movistar Estudiantes, equipo que tenía sus derechos en Europa. En agosto de 2017 es cedido al San Pablo Burgos y en julio de 2018 se oficializa su cesión al Iberostar Tenerife, por lo que no llegó a debutar con el conjunto blanco.

#### Japón
En agosto de 2019, se oficializa su marcha a los Sun Rockers Shibuya de Japón.
En la temporada 2020-21, se compromete con el Chiba Jets Funabashi de la B.League japonesa, con el que lograría el título de liga.
El 21 de junio de 2021, firma por el Alvark Tokyo de la B.League japonesa.

## Selección nacional
Internacional en las categorías inferiores de España, consiguió dos medallas en Campeonatos sub-20 de Europa, un bronce en el 2013 y una plata en el 2014. 
De cara al EuroBasket 2017 fue uno de los 15 jugadores elegidos por Sergio Scariolo para realizar la preparación previa al torneo.
En septiembre de 2022, fue parte del combinado absoluto español que participó en el EuroBasket 2022, donde ganaron el oro, al vencer en la final a Francia.